# Павловский, Всеволод
Все́волод Павло́вский (? —1921) — участник махновского движения, максималист.

## Биография
Родился в крестьянской семье  с. Большая Лепетиха Мелитопольского уезда, Таврической губернии.
В 1914 году был призван на фронт Первой мировой войны. Фельдфебель царской армии, Георгиевский кавалер.
 Максималист по убеждению, в партиях не состоял.
В 1918 году активный командир повстанческого отряда против гетмана и Петлюры. Командир полка 6-й советской дивизии Григорьева.
В сентябре 1919 года был избран членом Реввоенсовета Революционной повстанческой армии Украины (РПАУ). С 1919 года — командир 4-го Крымского корпуса Повстанческой Армии (махновцев) и член союза анархистов Гуляйпольского района.
В 1920 году — командир Таврической группы махновцев.
В конце февраля отряд Павловского численностью 100 человек скрывался в Днепровских плавнях, с приближением основных сил РПАУ Павловский влился в повстанческую армию. В апреле 1921 года отряд Павловского численностью 200 штыков действовал в Таврической губернии. В 1921 году пропал без вести.